# Andreeni, Cetatea Albă
Andreeni (în ucraineană Андріївка, transliterat: Andriivka, germană Andrejewka) este un sat în comuna Mologa din raionul Cetatea Albă, regiunea Odesa, Ucraina. Satul a fost locuit de germanii basarabeni.

## Demografie
Componența lingvistică a localității Andreeni
     Ucraineană (88,94%)
     Rusă (10,39%)
     Alte limbi (0,67%)
Conform recensământului din 2001, majoritatea populației localității Andreeni era vorbitoare de ucraineană (88,94%), existând în minoritate și vorbitori de rusă (10,39%).